# Micularia merremiae
Micularia merremiae är en svampart som beskrevs av Boedijn 1961. Micularia merremiae ingår i släktet Micularia och familjen Elsinoaceae.   Inga underarter finns listade i Catalogue of Life.